# 逯家庄壁画墓
逯家庄壁画墓，位于中国河北省衡水市安平县逯家庄，1982年7月23日公布为河北省文物保护单位，2001年6月25日公布为第五批全国重点文物保护单位。